# Giorgio Pennacchietti
Giorgio Pennacchietti (Bologna, 12 ottobre 1931) è un ex tiratore a segno italiano.

## Biografia
Nato nel 1931 a Bologna, ha iniziato a praticare il tiro a segno a 15 anni, nel 1946.
A 20 anni ha partecipato ai Giochi olimpici di Helsinki 1952, nella pistola 25 m, arrivando 9º con 572 punti.